# هادی عزیزمرادی
هادی عزیز مرادی کرد(زاده ۱۳۱۷ - ترور شده در تاریخ ۲ دی ۱۳۶۴) در شهرستان ملایر در استان همدان زاده شد و ساکن شهر استانبول ترکیه بود که در روز ۲ دی ۱۳۶۴ ترور شد. او متأهل و دارای ۲ دختر بود.

## تحصیلات و فعالیت‌های کاری
عزیز مرادی در سال ۱۳۴۱ از دانشکده افسری فارغ‌التحصیل شد. او در همان سال دوره مقدماتی رسته‌ای را به پایان برد و سپس دوره‌های چتربازی، رنجر و عملیات ویژه را در ایران و آمریکا گذارند و در سال ۱۳۵۷ دانشگاه فرماندهی و ستاد را به پایان برد.
وی با درجه سرهنگ دومی در نیروهای ویژه هوابرد ارتش (نوهد) فعالیت کرد و در سال‌های ۱۳۴۸–۱۳۴۹ در عملیات «عمّا» شرکت کرد و سپس درجه ارشدیت گرفت. او پس از انقلاب اسلامی و انحلال تیپ «نوهد»، به عنوان فرمانده لشکر زرهی ۹۲ خوزستان به کار مشغول شد. او به بسیج و مسلح کردن شیوخ وابسته به برخی از عشایر عرب و توجیه و جذب نیروهای داخل تیپ پرداخت.

## فعالیت‌های سیاسی
عزیز مرادی پس از شکست «قیام ۱۸ تیر ۱۳۵۹» (موسوم به «کودتای نوژه»)، به علت نقش فعال و مستقیمی که در این طرح داشت، در اواخر تیر ۱۳۵۹ به ترکیه و سپس به فرانسه رفت و به شاخه نظامی نهضت مقاومت ملی ایران که شاپور بختیار بنیانگذارش بود، پیوست. (روزنامه قیام ایران، ۱۲ دی ۱۳۶۴). در تابستان ۱۳۶۴، پس از ترور سرهنگ شاهوردی‌لو در ترکیه، سرهنگ عزیز مرادی به ترکیه رفت و در یک آپارتمان در شهر استانبول که به نام برادرزاده‌اش کرایه کرده بود ساکن شد و بین پاریس و ترکیه تردد می‌کرد.
او از تابستان ۱۳۶۴ تا زمان مرگ مسئول نهضت مقاومت ملی ایران در ترکیه بود و به عنوان هماهنگ‌کننده ماموریت‌های درون مرزی و گرفتن اطلاعات از داخل ایران، ارتباط با اعضای نهضت مقاومت ملی و افراد مخالف نظام و با عشایر در ایران را عهده‌دار شد. (مصاحبه بنیاد، ۱۶ تیر ۱۴۰۱). او همچنین مسئول تیم‌های نجات شاخه نظامی نهضت برای خارج کردن مخالفان از ایران و مسئول آموزش مخالفان ایرانی مقیم کشورهای امارت و کویت بود.
عزیز مرادی در میان افرادی که او را می‌شناختند محبوبیت داشت و به گفته یکی از همرزمانش، «افسری شجاع و بسیار با درایت بود. شخصیتی متواضع داشت و مدبر، سخت کوش و جدی بود.»

## تهدید و مرگ
هادی عزیز مرادی در روز ۲ دی ۱۳۶۴ در استانبول ترکیه ترور شد.
بر اساس گزارش روزنامه جمهوریت به نقل از یکی از نمایندگان جامعه آذربایجانی‌های ترکیه که چند روز قبل از ترور آقای عزیز مرادی با او ملاقات کرده بود، «او از تابستان ۱۳۶۴، تلفن‌ها و نامه‌های تهدید کننده دریافت کرده بود و مقام‌های ترک از این وضعیت آگاه بودند.»
این نماینده جامعه آذربایجانی‌های مقیم ترکیه در مصاحبه با روزنامه جمهوریت ترکیه عنوان کرد: «۲ سرهنگ ایرانی در تابستان ۱۳۶۴ نقشه ترور آقای عزیز مرادی را طراحی کردند. این افراد با این نقشه که از مأمور اطلاعات نظامی حکومت ایران هستند و از ایران فرار کرده‌اند، توانستند خود را به آقای عزیز مرادی نزدیک کنند».
عزیز مرادی در ساعت ۵ بعد از ظهر روز دوشنبه ۲ دی ۱۳۶۴ هنگام خروج از منزلش در منطقه باکیرکوی، محله یئنی در شهر استانبول با شلیک چندین گلوله توسط سه نفر ناشناس کشته شد. ضاربان پس از کشتن آقای عزیز مرادی، کیف او را با خود بردند.
روزنامه جمهوریت به نقل از مقام‌های امنیتی ترکیه دلیل عدم موفقیت پلیس در دستگیری مظنونان ترور آقای عزیزمرادی را حرفه‌ای بودن آنها و برخورداری آنها از حمایت‌های قابل توجه عنوان کرد. در این گزارش به جزئیات منبع حمایت‌ها اشاره نشده‌است. بر اساس گزارش روزنامه جمهوریت، «جاسوس‌های ایرانی و مأموران سازمان امنیت اطلاعات ایران [وزارت اطلاعات]» عامل ترور عزیز مرادی بودند.
روزنامه قیام ایران بر اساس گزارش منتشر شده در روزنامه ملیت ترکیه در آبان ۱۳۶۵ نوشت، پلیس ترکیه هویت و محل اقامت سه فرد ایرانی شامل یک عضو وزارت اطلاعات ایران که متهم به ترور سه عضو نهضت مقاومت ملی از جمله  عزیز مرادی بودند را شناسایی کرد.

## واکنش نهضت مقاومت ملی ایران
شاپور بختیار رهبر نهضت مقاومت ملی ایران، در سالگرد ترور عزیز مرادی با انتشار پیامی جمهوری اسلامی ایران را عامل ترور او معرفی کرد.

## واکنش دولت وقت ترکیه
پلیس ترکیه عوامل وابسته به حکومت جمهوری اسلامی ایران را مسئول ترور عزیز مرادی معرفی کردند.
بنابه به گزارش روزنامه قیام ایران به نقل از روزنامه ملیت ترکیه در آبان ۱۳۶۵، پلیس عکس و مشخصات این سه متهم که بعد از انجام ترورها به ایران فرار کرده بودند را در اختیار نیروهای مرزبانی ترکیه و پلیس بین‌الملل قرار داد.
به دنبال ترور اغور مومجی روزنامه‌نگار معروف ترک که مقاله‌ای در مورد گروه‌های تروریست اسلامی ترکیه نوشته بود مبنی بر اینکه این گروه با استفاده از حمایت‌های مالی، نظامی و فکری حکومت ایران در ترور مخالفان حکومت ایران از جمله عزیز مرادی نقش داشتند، دولت ترکیه تعدادی اعضای این گروه‌های افراطی اسلامی را در یک خانه ویلایی در منطقه بیکوز استانبول در ۲۷ دی ۱۳۷۸ دستگیر کرد. در جلسات محاکمات این افراد، بر اساس مدارک و اسناد کشف شده از این افراد و نیز اعترافات آنها، به سابقه حضور و نقش عوامل امنیتی و دیپلماتیک حکومت ایران در ربودن و ترور مخالفان حکومت ایران، بارها اشاره شده‌است. در دهه ۸۰ و ۹۰ میلادی، این افراد سفرهای متعددی به ایران جهت آموزش نظامی داشتند. در رای دادگاه در مورد ده‌ها عملیات تروریستی ملاحظاتی وجود دارد. با اینکه قتل عزیز مرادی به متهمان این پرونده منتسب نشد، اما در جای جای رای، ارتباط متهمان با نیروهای امنیتی ایران و همچنین کمک مالی، اطلاعاتی و تسهیلاتی ایران به متهمان جهت ترور روشنفکران ترک و مخالفان ایرانی حکومت ایران در ترکیه اشاره شده‌است. در رای مذکور اسامی کارمندان سفارت ایران که در ترورها نقش مستقیم و غیر مستقیم داشتند اشاره شده‌است.